# Алленвілл (Іллінойс)
Алленвілл (англ. Allenville) — селище (англ. village) в США, в окрузі Мултрі штату Іллінойс. Населення — 132 особи (2020).

## Географія
Алленвілл розташований за координатами 39°33′31″ пн. ш. 88°32′20″ зх. д. / 39.55861° пн. ш. 88.53889° зх. д. (39.558655, -88.538882).  За даними Бюро перепису населення США в 2010 році селище мало площу 1,50 км², уся площа — суходіл.

## Демографія
Згідно з переписом 2010 року, у селищі мешкало 148 осіб у 64 домогосподарствах у складі 43 родин. Густота населення становила 98 осіб/км².  Було 73 помешкання (49/км²).
Расовий склад населення:
| - 100,0 % — білих |

До двох чи більше рас належало 0,0 %. Частка іспаномовних становила 2,0 % від усіх жителів.
За віковим діапазоном населення розподілялося таким чином: 20,9 % — особи молодші 18 років, 53,4 % — особи у віці 18—64 років, 25,7 % — особи у віці 65 років та старші. Медіана віку мешканця становила 50,5 року. На 100 осіб жіночої статі у селищі припадало 102,7 чоловіків;  на 100 жінок у віці від 18 років та старших — 101,7 чоловіків також старших 18 років.
Середній дохід на одне домашнє господарство  становив 51 308 доларів США (медіана — 44 375), а середній дохід на одну сім'ю — 53 572 долари (медіана — 50 156). За межею бідності перебувало 4,1 % осіб, у тому числі 13,3 % дітей у віці до 18 років та 0,0 % осіб у віці 65 років та старших.
Цивільне працевлаштоване населення становило 77 осіб. Основні галузі зайнятості: виробництво — 33,8 %, освіта, охорона здоров'я та соціальна допомога — 27,3 %, будівництво — 11,7 %, роздрібна торгівля — 7,8 %.